# Hypsiboas beckeri
Hypsiboas beckeri är en groddjursart som först beskrevs av Ulisses Caramaschi och Cruz 2004.  Hypsiboas beckeri ingår i släktet Hypsiboas och familjen lövgrodor. IUCN kategoriserar arten globalt som otillräckligt studerad. Inga underarter finns listade i Catalogue of Life.